# Ouvrage de Froideterre

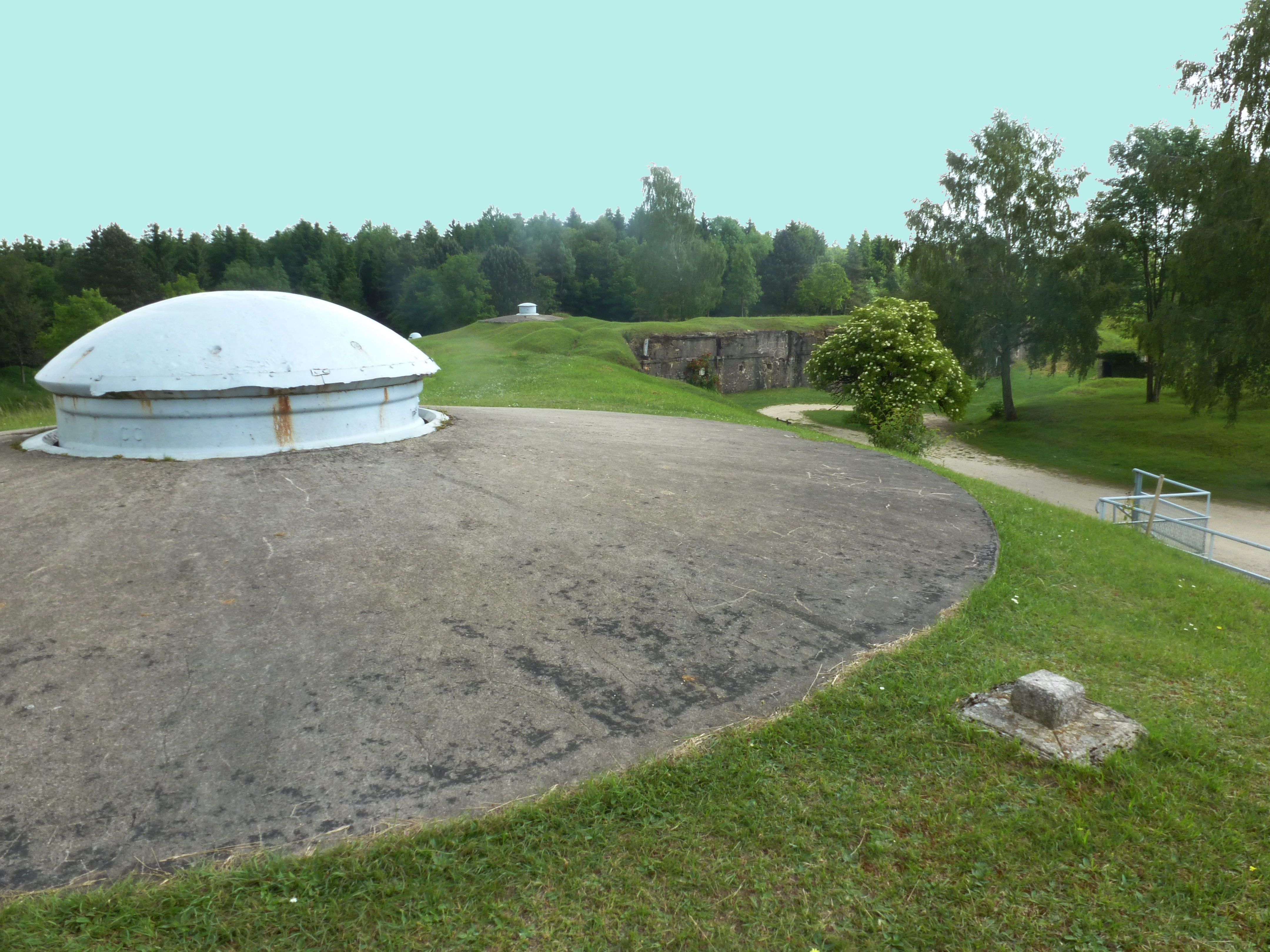
Tourelle de 75 mm R modèle 1905. Im Hintergrund der versenkbare MG-Turm

Die Ouvrage de Froideterre (deutsch: Zwischenwerk Kalte Erde) ist ein zum Festen Platz Verdun gehörendes Zwischenwerk. Die aufgelassene Anlage befindet sich auf der südwestlichen Anhöhe des namensgebenden Abhanges „Côte de Froideterre“.

## Entstehung, Ausbauphasen

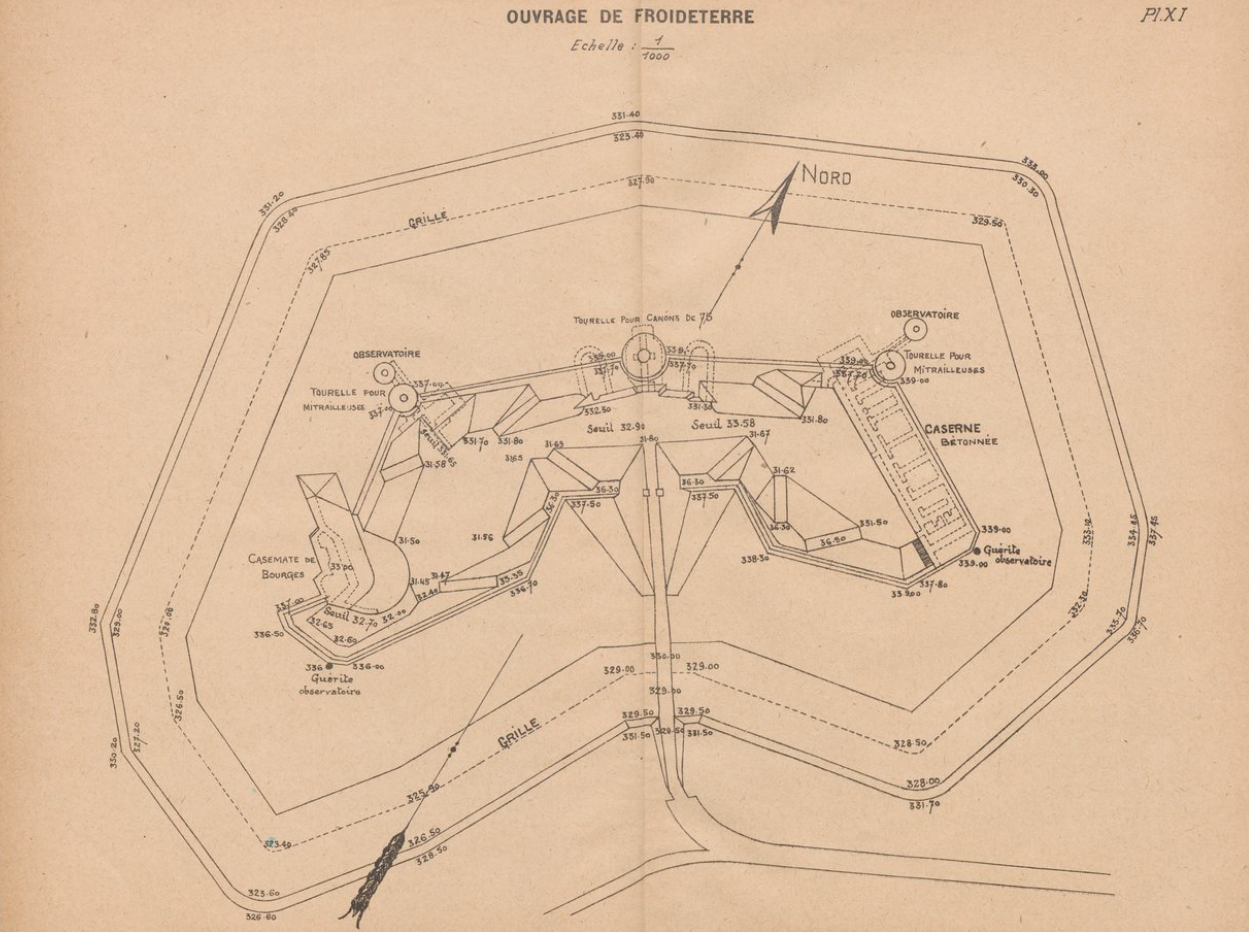
Grundriss der Anlage

Im Zuge der Befestigung und Verstärkung der Festung Verdun im Rahmen der Errichtung der Barrière de fer wurde 1887/1888 die Anhöhe Froideterre mit einem Zwischenwerk versehen. Die Anlage ist erst in zweiter Generation entstanden und den älteren Anlagen aus den Jahren nach 1875, wie dem Fort du Saint-Michel (Verdun), vorgelagert. Sie war eines von mehreren der damals üblichen Zwischenwerke (Ouvrages) ohne größere Selbstverteidigungsanlagen.
In einer Umbauphase in den Jahren ab 1902 wurden umfangreiche den Kampfwert steigernde Maßnahmen ergriffen. So wurde die am östlichen Wallrand gelegene Kaserne mit einem Hotchkiss-MG-Dreh/Versenkturm (durch den Haupthohlgang zugänglich), einem Galopin Zwillingsdrehversenkturm 75R05 und einem weiteren Tourelle de mitrailleuses modèle 1899 MG-Dreh/Versenkturm an der Frontseite der Wallanlage versehen, beide nicht von der Kaserne direkt zu begehen, d. h. Ablösungen und Nachschub mussten sich durch den nur unzureichend gedeckten Hof bewegen. Ansonsten war das Werk durch seine durchgängige Stahlbetonkonstruktion für damalige Verhältnisse auf modernem Stand.
An der Westflanke wurde eine Casemate de Bourges erbaut. Die untereinander nicht verbundenen Kampfräume wurden durch einen mehr oder weniger parallel zum Wall und etwa fünf bis zehn Meter tief gelegenen Stollen verbunden. Dieser entstand erst ab 1916 und wurde aufgrund des starken Beschusses notwendig (vgl. Tiefstollen, Fort de Moulainville). Eingebaut waren zwei Beobachtungspanzerkuppeln Observatoire cuirassé, die noch vorhanden sind.

## Während der Schlacht

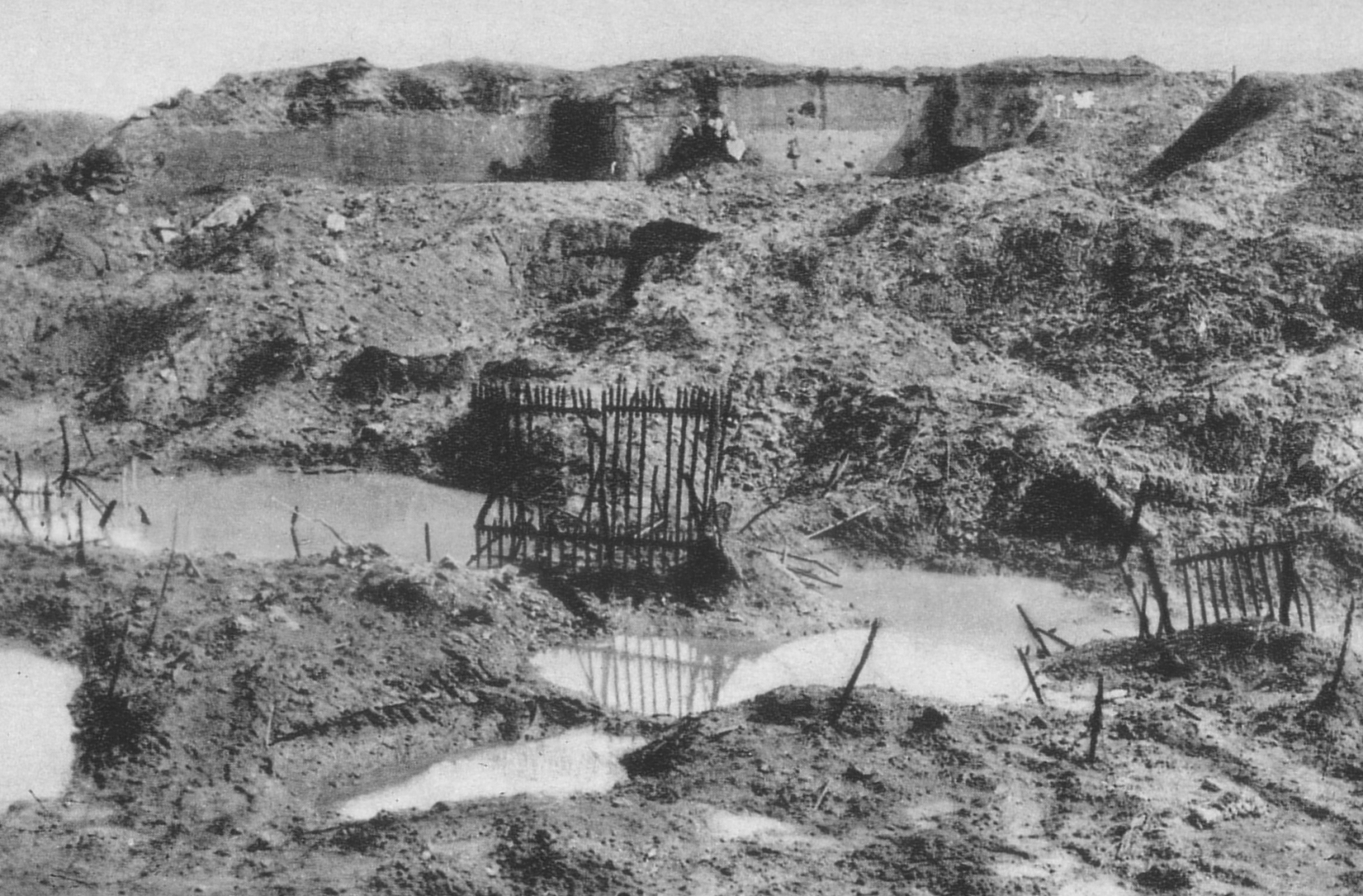
Die zerschossene Ouvrage, 1917

Die Ouvrage war stark in die Kampfhandlungen um Verdun, die Schlacht um Verdun involviert. Besondere Bedeutung kam der Anlage zu, als die deutschen Truppen die Ouvrage de Thiaumont erobert hatten und somit den östlich anschließenden Rücken Thiaumont besetzt hielten. Durch diesen Umstand war die Ouvrage ein wichtiger Sperrriegel in Richtung Stadt, dessen Einnahme den rechtsseitigen Vormarsch der Deutschen deutlich begünstigt hätte, da sonst kein weiteres Werk mehr vorhanden gewesen wäre.
Schützenhilfe erhielt die Anlage auch von der linksufrigen Artillerie. Das Werk durfte nicht in deutsche Hände fallen. Ebenso war die Ouvrage durch ihre exponierte Lage stark in die Kämpfe um die Höhe 304 und Toter Mann, den Mort Homme eingebunden; sie diente hier einerseits als hervorragender Beobachtungsposten, andererseits gab sie vor allem mit der Casemate de Bourges und den Anschlussbatterien schweres Flankenfeuer auf die am anderen Ufer vorrückenden deutschen Truppen.
Dennoch wurde die Anlage am 23. Juni 1916 nach andauerndem Beschuss aus schweren Kalibern und mit Gasgranaten von den Deutschen nahezu eingenommen. Nur durch einen Irrtum der Deutschen, die eine Sprengung des Forts durch die Besatzung vermuteten und sich daraufhin aus der Befestigung zurückzogen, gelang es der französischen Besatzung, den Angriff letztlich doch noch zurückzuschlagen. Tatsächlich hatte sich durch in die Anlage geworfene Handgranaten französische Leuchtmunition entzündet, was die bayerischen Truppen auf dem Glacis für eine beginnende Sprengung der Anlage hielten.
Im Zweiten Weltkrieg leistete der Panzerturm kurze Zeit Widerstand gegen die anrückenden Deutschen, wurde aber bald durch Panzerabwehrkanonen ausgeschaltet und die Besatzung kapitulierte.

## Heute

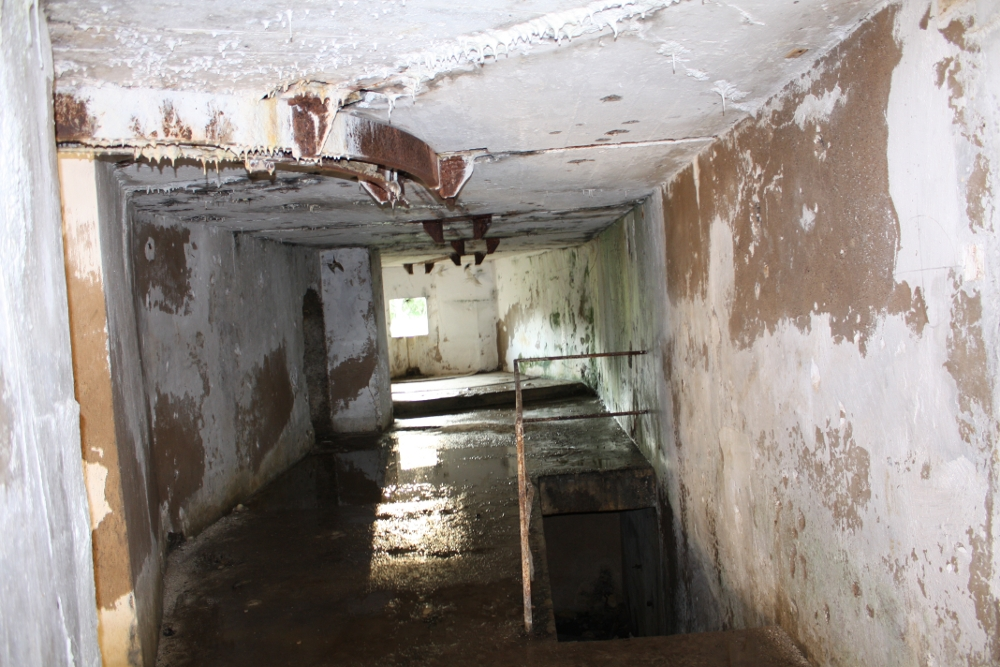
Das Innere der Casemate de Bourges

Die Anlage befindet sich in gutem Zustand, sie ist im Champ de Bataille ausgeschildert und sowohl zu Fuß als auch mit Fahrzeugen erreichbar. Eine Besichtigung ist mit einer Erlaubnis  oder über eine geführte Exkursion möglich. Das Tiefstollensystem ist seit den 1990er-Jahren nicht mehr zugänglich, es wurde wegen einer Fledermauskolonie mit Stahlprofilen verschlossen.